# Dansk Polarcenter
Dansk Polarcenterer et videns-, service- og formidlingscenter under Forsknings- og Innovationsstyrelsen, som er en del af Ministeriet for Videnskab, Teknologi og Udvikling. Centeret henvender sig til forskere, myndigheder, institutioner og studerende, der beskæftiger sig med polarforskning og arktiske forhold.
Centrets vigtigste opgaver er at styrke den danske arktiske og antarktiske forskning både nationalt og internationalt, støtte dansk deltagelse i international polarforskning og rådgive om logistik i øde egne af Grønland, formidle viden om polarforskning til forskere og andre, samt medvirke til at styrke befolkningens interesse for polarforskning i polarområderne.

## Ekstern henvisning
- Dansk Polarcenter Arkiveret 1. februar 2014 hos  Wayback Machine

|  | Denne artikel kan blive bedre, hvis der indsættes geografiske koordinater Denne artikel omhandler et emne, som har en geografisk lokation. Du kan hjælpe ved at indsætte koordinater i wikidata. |